# Történelmi film
A történelmi film ismert történelmi személyek és/vagy valós történelmi események bemutatása a filmvásznon.
Lehet történelmi játékfilm vagy történelmi dokumentumfilm.

## Nevezetes történelmi játékfilmek
- Egri csillagok
- Schindler listája

## Újdonságok
- Oppenheimer
- Megfojtott virágok
- Érdekvédelmi terület
- Napóleon

## Külső hivatkozások
- elmhunyor.blog.hu[halott link]
- life.hu
- folyoirat.tortenelemtanitas.hu
- Történelmi dokumentumfilmek
- A legjobb történelmi filmek listája